# Хворова, Ирина Васильевна
Ирина Васильевна Хворова (20 февраля [5 марта] 1913, Красноярск, Енисейская губерния — 25 декабря 2003, Москва) — учёный-геолог, палеонтолог, стратиграф, литолог, Заслуженный деятель науки РСФСР (1980), лауреат премии имени Н. С. Шатского (1988). Заведующая лабораторией вулканогенно-осадочных формаций отдела Литологии ГИН АН СССР.

## Биография
Родилась 20 февраля (5 марта) 1913 года в городе Красноярске в семье врача и учителя.
В 1934 году окончила Московский нефтяной институт имени Губкина, геолого-разведочный факультет.
По распределению начала работать геологом в тресте «Востокнефть».
В 1937 году переехала в Москву и работала в «Бюро палеозоя» при ВИМС, в дальнейшем был преобразован во Всесоюзный институт гидрогеологии и инженерной геологии (ВСЕГИНГЕО).
В 1940—1953 годах работала в Палеонтологическом институте, палеонтолог (водоросли карбона).
В 1941 году участвовала в обороне Москвы в «истребительном батальоне Ленинского района». Демобилизована в конце 1941 года как научный сотрудник.
В 1942—1943 годах работала в Башкирской нефтяной экспедиции, Уфа.
В 1945 году защитила кандидатскую диссертацию.
В 1951 году защитила докторскую диссертацию по теме «История развития средне и верхнекаменноугольного бассейна западной части Московской синеклизы».
В дальнейшем перешла на работу в отдел литологии ГИН АН СССР:
- 1953 — старший научный сотрудник
- 1958 — заведующий лабораторией вулканогенно-осадочных формаций
- 1986 — ведущий научный сотрудник
- 1987 — главный научный сотрудник.

В 1971 году ей было присвоено учёное звание профессора.
В 1981 году выдвигалась в члены-корреспонденты АН СССР.
Является одним из основоположников учения о осадочных формациях и сравнительном анализе древних и современных карбонатных, кремнистых и вулканогенно-осадочных комплексов. Её наибольшие достижения связаны с изучением связи осадконакопления с вулканизмом.
Участвовала в экспедициях в Тихий и Индийский океаны на научно-исследовательских судах СССР: «Витязь» (1970) и «Дмитрий Менделеев» (25 рейс, 1980).
Член редколлегии научных журналов:
- Литология и полезные ископаемые
- Sedimentology

В 1993 году вышла на пенсию.
Скончалась 25 декабря 2003 года в Москве.

## Семья
Муж — Руженцев, Василий Ермолаевич (1899—1978), с 1934 года, палеонтолог.
- Сын — Руженцев, Сергей Васильевич (1935—2012), геолог и палеонтолог.

## Награды, премии и звания
- 1944 — Медаль «За оборону Москвы»
- 1945 — Медаль «За доблестный труд в Великой Отечественной войне 1941—1945 гг.»
- 1963 — Орден «Знак Почёта»
- 1986 — Орден Дружбы народов
- 1980 — Заслуженный деятель науки РСФСР
- 1980 — Медаль «Ветеран труда»
- 1985 — Юбилейная медаль «Сорок лет Победы в Великой Отечественной войне 1941—1945 гг.»
- 1986 — Орден Дружбы народов
- 1988 — Премия имени Н. С. Шатского (совместно с С. В. Руженцевым, Т. Н. Херасковой, за 1988 год) — за серию работ по теме «Раннегеосинклинальные формации и структуры»

## Членство в организациях
- 1940 — ВКП(б) / КПСС, Секретарь партбюро ПИН АН СССР[6].
- 19?? — Всесоюзный межведомственный литологический комитет.
- 1963 — Международная ассоциация по седиментологии[7].

## Память
Памяти И. В. Хворовой была посвящена научная конференция:
- Фундаментальные проблемы изучения вулканогенно-осадочных, терригенных и карбонатных комплексов: Материалы Всероссийского литологического совещания, посвященного памяти А. Г. Коссовской и И. В. Хворовой. — М.: ГЕОС, 2020. 285 с.